# Neoimbecilla
Neoimbecilla är ett släkte av insekter. Neoimbecilla ingår i familjen dvärgstritar.
Kladogram enligt Catalogue of Life:
| Neoimbecilla | \| \| Neoimbecilla kiperi \| \| \| \| \| \| Neoimbecilla latiplata \| \| \| \| |
|              | \| \| Neoimbecilla kiperi \| \| \| \| \| \| Neoimbecilla latiplata \| \| \| \| |
|              | Neoimbecilla kiperi                                                            |
|              |                                                                                |
|              | Neoimbecilla latiplata                                                         |
|              |                                                                                |